# Liste der Monuments historiques in Pluzunet
Die Liste der Monuments historiques in Pluzunet führt die Monuments historiques in der französischen Gemeinde Pluzunet auf.

## Liste der Bauwerke
| Bezeichnung      | Beschreibung              | Standort | Kennzeichnung | Schutzstatus | Datum | Bild           |
| ---------------- | ------------------------- | -------- | ------------- | ------------ | ----- | -------------- |
| Kirche St-Pierre | Erbaut im 16. Jahrhundert | (Lage)   | PA00089534    | Inscrit      | 1926  | weitere Bilder |

## Liste der Objekte

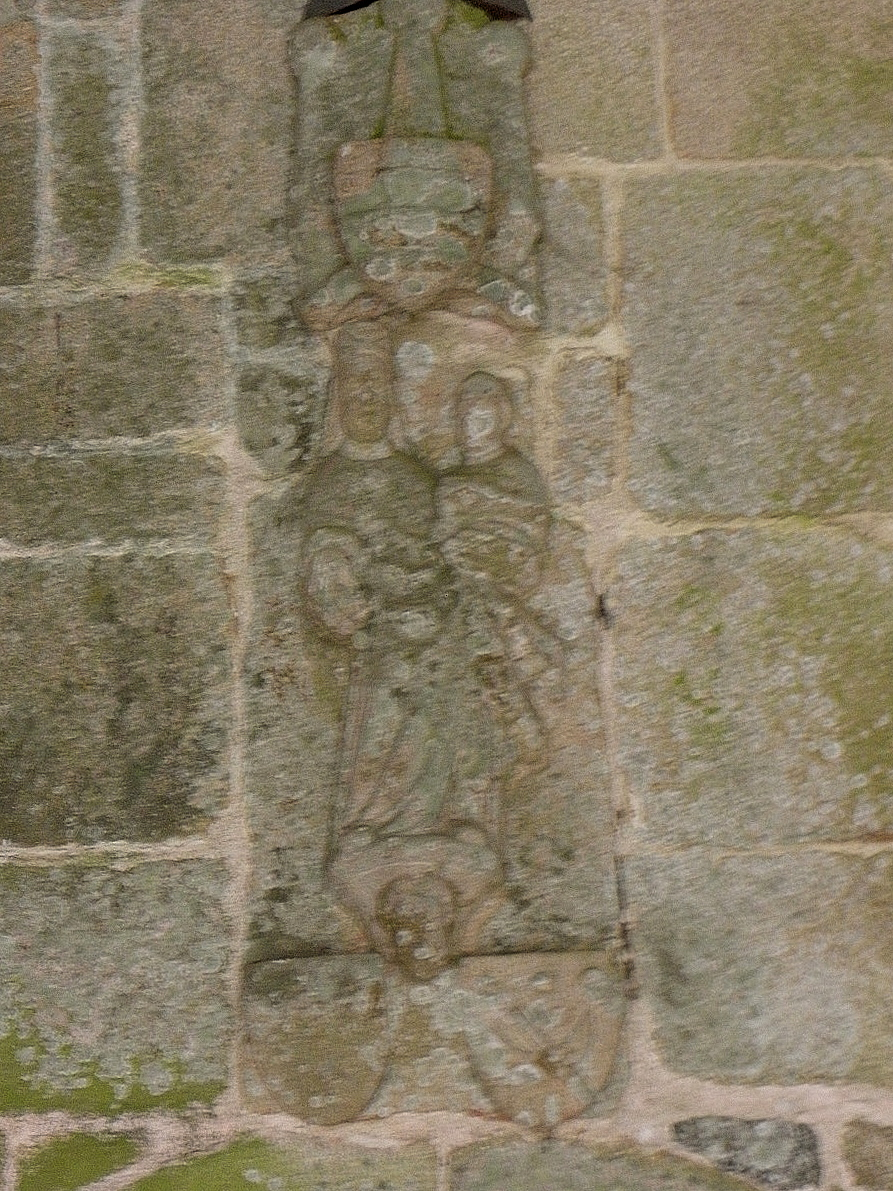
Skulptur Madonna und Kind in der Kirche St-Pierre

- Monuments historiques (Objekte) in Pluzunet in der Base Palissy des französischen Kultusministeriums